# Ana José Tima
Ana Lucia José Tima (* 10. Oktober 1989 in La Romana) ist eine dominikanische Dreispringerin, die gelegentlich auch im Weitsprung an den Start geht.

## Sportliche Laufbahn
Erste internationale Erfahrungen sammelte Ana José Tima bei den Zentralamerika- und Karibikspielen (CAC) 2010 in Mayagüez, bei denen sie mit 5,91 m den achten Platz im Weitsprung belegte und im Dreisprung mit einer Weite von 13,61 m Vierte wurde. Im Jahr darauf erreichte sie bei den CAC-Meisterschaften ebendort mit 5,63 m Rang 15 im Weitsprung und gewann mit 13,11 m die Bronzemedaille im Dreisprung. Anschließend klassierte sie sich bei den Panamerikanischen Spielen in Guadalajara mit 12,80 m auf dem zwölften Platz. 2015 gewann sie bei den NACAC-Meisterschaften in San José mit 14,21 m die Silbermedaille hinter der Jamaikanerin Shanieka Ricketts. Im Oktober gewann sie bei den Militärweltspielen im südkoreanischen Mungyeong mit 13,80 m die Bronzemedaille. 2016 wurde sie bei den Ibero-Amerikanischen Meisterschaften in Rio de Janeiro mit 13,84 m Vierte und qualifizierte sich auch für die Olympischen Spiele ebendort, bei denen sie mit 13,61 m aber nicht das Finale erreichte. Im Jahr darauf siegte sie mit 13,50 m bei den Juegos Bolivarianos in Santa Marta und wurde mit 5,71 m Achte im Weitsprung. 2018 belegte sie bei den Zentralamerika- und Karibikspielen in Barranquilla mit 14,13 m erneut den vierten Platz. 2019 erreichte sie bei den Panamerikanischen Spielen in Lima mit 13,75 m Rang sieben im Dreisprung und anschließend belegte sie bei den Militärweltspielen in Wuhan mit 5,88 m den siebten Platz im Weitsprung und gewann mit 13,54 m die Bronzemedaille im Dreisprung hinter der Kasachin Olga Rypakowa und Ottavia Cestonaro aus Italien. 2021 siegte sie mit 14,28 m beim NACAC New Life Invitational und steigerte anschließend in Castellón ihren Landesrekord im Dreisprung auf 14,49 m und qualifizierte sich damit für die Olympischen Spiele in Tokio, bei denen sie mit 14,11 m die Finalteilnahme verpasste.
2022 siegte sie mit 14,08 m beim Grande Prêmio Brasil Caixa und anschließend gewann sie bei den Ibero-Amerikanischen Meisterschaften in La Nucia mit 14,25 m die Bronzemedaille hinter den Kubanerinnen Leyanis Pérez und Liadagmis Povea. Daraufhin gelangte sie bei den Weltmeisterschaften in Eugene mit 14,13 m im Finale auf Rang zehn.
In den Jahren 2019, 2021 und 2022 wurde Tima dominikanische Meisterin im Weit- und Dreisprung.
Im November 2022 wurde Tima positiv auf Ostarin getestet und anschließend für drei Jahre gesperrt. Außerdem wurden alle Ergebnisse seit Januar 2022 annulliert.

## Persönliche Bestleistungen
- Weitsprung: 6,21 m (+0,9 m/s), 16. Juni 2022 in Castellón de la Plana
- Dreisprung: 14,52 m (+0,5 m/s), 16. Juli 2022 in Eugene (dominikanischer Rekord)